# Colletes denudatus
Colletes denudatus är en biart som beskrevs av Cockerell 1946. Colletes denudatus ingår i släktet sidenbin, och familjen korttungebin. Inga underarter finns listade i Catalogue of Life.